# 厄倫施拉格爾海崖
75°3′S 136°42′W / 75.050°S 136.700°W
厄倫施拉格爾海崖（英語：Oehlenschlager Bluff）是南極洲的海崖，位於瑪麗伯德地的赫爾冰川北面，該海崖根據美國地質調查局的測量和美國海軍的空中照片被繪入地圖。